# Recilia horvathi
Recilia horvathi là loài côn trùng thuộc họ Cicadellidae, bộ Cánh nửa. Loài này được Then miên tả năm 1896.